# Baena
 (août 2023).
Si vous disposez d'ouvrages ou d'articles de référence ou si vous connaissez des sites web de qualité traitant du thème abordé ici, merci de compléter l'article en donnant les références utiles à sa vérifiabilité et en les liant à la section « Notes et références ».

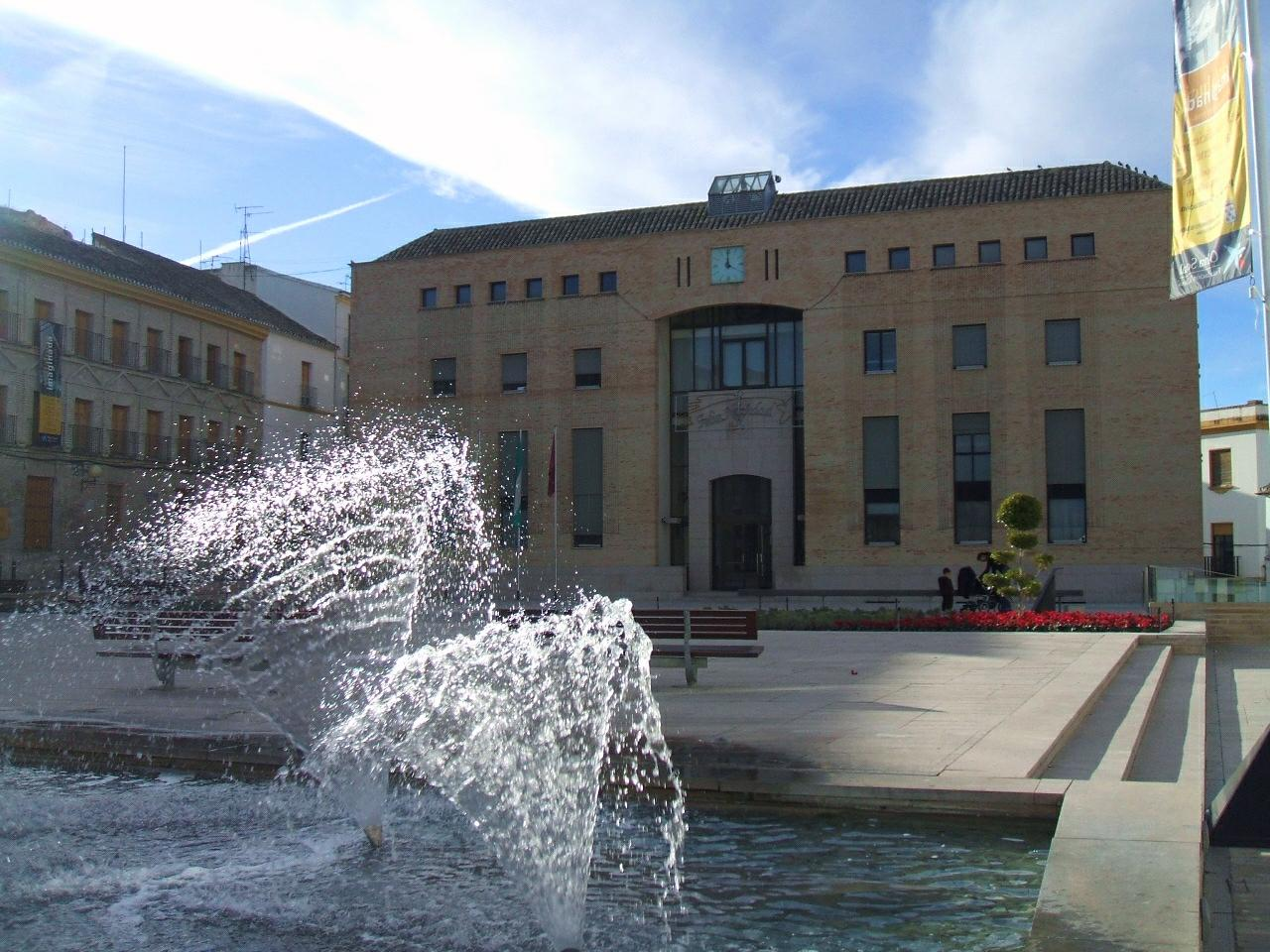
Hôtel de ville de Baena

Baena est une ville espagnole située en Andalousie. 

## Histoire
Le nom de Baena vient de celui de Bayyana que lui donnèrent les musulmans. Baena fut comme toutes les villes d'Andalousie une ville maure. En 711, les musulmans sont aux portes de Tolède et de Cordoue. Peu après, Baena tombe aux mains des Maures victorieux. Cordoue fut la plus grande ville mondiale de l'an 1000, commerçant avec Al-Medinat (nom que les Maures ont donné à la ville fortifiée de Baena) et la ville connut son apogée arabe.
Après la Reconquête catholique sur Al-Andalus, la famille Fernández de Córdoba obtient la seigneurie à partir de Diego Fernández de Córdoba (1355-1435) (es). Son petit-fils Diego Fernández de Córdoba y Montemayor (1410-1481) (es) est créé comte de Cabra en 1455. 
Au siècle suivant, les comtes de Cabra, bientôt ducs de Baena (es), héritent du duché de Sessa (car Luis Fernández de Córdoba (1480-1526), comte de Cabra et seigneur de Baena, convola en 1520 avec Elvira, la fille du Grand Capitaine, 1er duc de Sessa : leur fils Gonzalo Fernández de Córdoba y Fernández de Córdoba (v. 1520-1578) devint duc de Baena), avant de se fondre dans les ducs de Soma (issus des Folch de Cardona).

## Éducation
Las Escuelas profesionales de la Sagrada Familia de Baena est un institut éducatif accueillant les personnes de 3 à 57 ans, c'est une des deux seules écoles de la ville toutes les deux catholique. Las escuelas profesionales de la Sagrada famiilia(SAFA) a ouvert ses portes en 1988[réf. nécessaire].

## Administration

### Maires
- 1979-1983 : Carlos Arenas Blanca (PTA)
- 1983-1995 : Antonio Moreno Castro (PSOE)
- 1995-2011 : Luis Moreno Castro (PSOE)
- 2011-2013 : María Jesús Serrano Jiménez (PSOE)
- depuis 2013 : Jesús Rojano Aguilera (PSOE)